# Kiomonia adspersa
Kiomonia adspersa är en insektsart som beskrevs av Schmidt 1911. Kiomonia adspersa ingår i släktet Kiomonia och familjen sköldstritar. Inga underarter finns listade i Catalogue of Life.